# Pinus rzedowskii
Pinus rzedowskii Madrigal & Caballero – gatunek drzewa iglastego z rodziny sosnowatych (Pinaceae). Występuje w Meksyku, w stanie Michoacán.

## Morfologia
PokrójMłode drzewa o koronie stożkowatej, z wiekiem korona staje się nieregularna.
PieńProsty lub wygięty, osiąga 20-25(30) m wysokości i 30–60 cm średnicy. Kora młodych drzew jest cienka, gładka, szarawo zielona, z wiekiem grubieje, staje się łuskowata, czerwono-brązowa.
LiścieIgły giętkie, zebrane po 4–5 na krótkopędach, rzadziej po 3. Osiągają 6–10 cm długości i 0,6–0,8 mm grubości. Brzegiem ząbkowane.
SzyszkiMłode szyszki stojące, dojrzałe zwisające. Nasiona ciemnobrązowe, o długości (6)8(10) mm i (4)5–6 mm, opatrzone skrzydełkiem długości 20–30(35) mm.

## Biologia i ekologia
Drzewo wiatropylne. Jedna wiązka przewodząca i 2–3 (rzadko 4) kanały żywiczne w liściu. Aparaty szparkowe znajdują się tylko na dwóch wewnętrznych stronach liścia. Igły pozostają na drzewie przez 2–3 lata. Siewki wykształcają 9–14 liścieni.
Występuje w górach, na wysokości 2100–2400 m n.p.m.. Trzy izolowane populacje znajdują się Cerro Chiqueritas, Cerro Ocotoso i Puerto del Pinabete. 

## Systematyka
Pozycja gatunku w obrębie rodzaju Pinus:
- podrodzaj Strobus
  - sekcja Parrya
    - podsekcja Cembroides
      - gatunek P. rzedowskii

Pinus rzedowskii posiada wiele cech morfologicznych i anatomicznych charakterystycznych dla jednego lub drugiego podgatunku sosny: Pinus lub Strobus. Gatunek ten został umiejscowiony w podrodzaju Strobus, ponieważ budowa morfologiczna i anatomiczna liści oraz wyniki analiz chloroplastowego DNA (cpDNA) umiejscawiają P. rzedowskii razem z P. cembroides w odrębnym, na razie nieustalonym kladzie. Cechą odróżniającą ten gatunek od innych sosen z podsekcji Cembroides jest występowanie skrzydełka u nasion, cecha typowa dla podrodzaju Pinus.
Nazwa jest uhonorowaniem meksykańskiego botanika polskiego pochodzenia, prof. Jerzego Rzedowskiego.

## Zagrożenia
Międzynarodowa organizacja IUCN przyznała temu gatunkowi kategorię zagrożenia EN (endangered), czyli jest gatunkiem zagrożonym, o wysokim ryzyku wymarcia w najbliższej przyszłości. Zagrożeniem dla gatunku jest utrata naturalnych siedlisk.